# Antonius Hilfrich

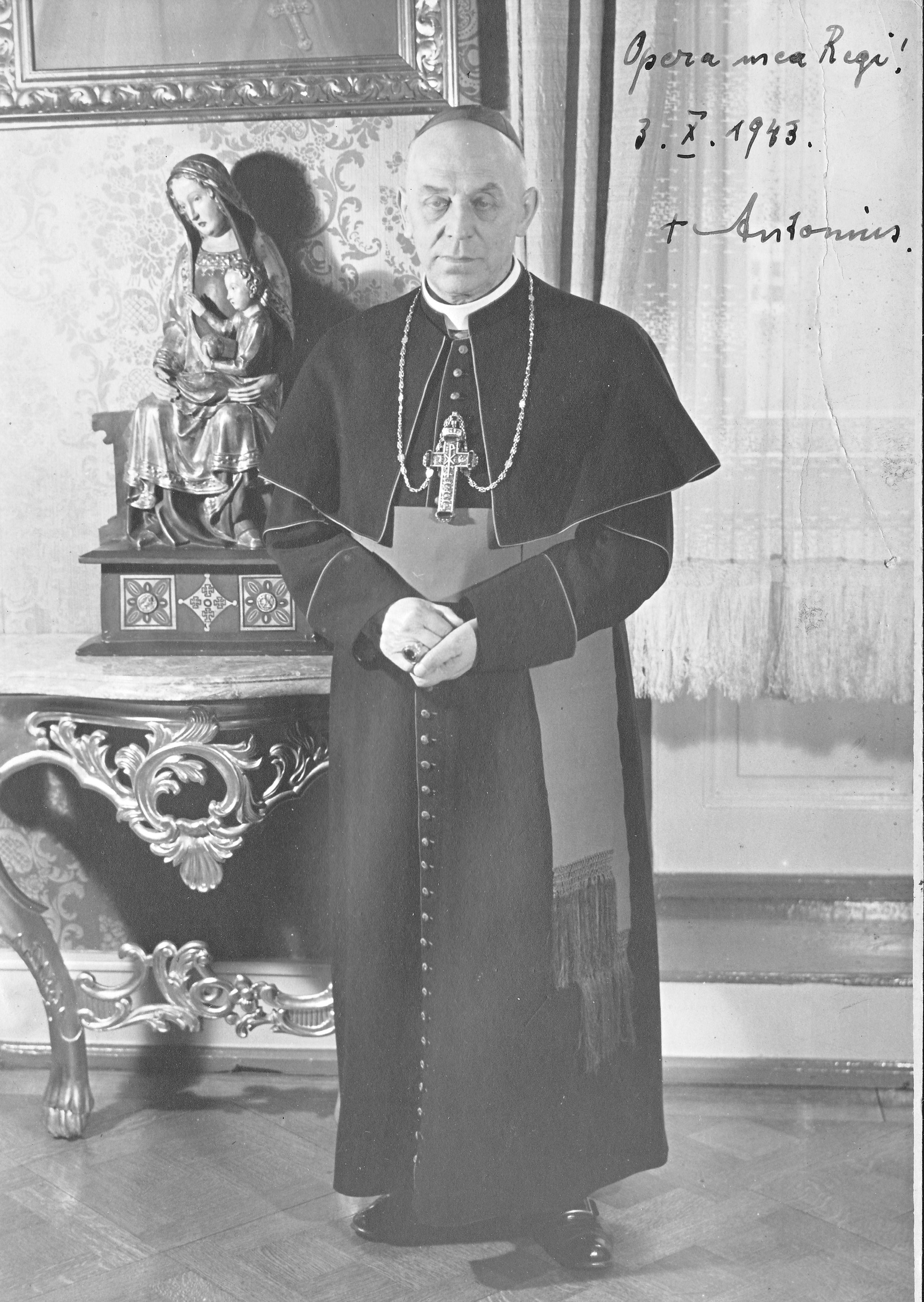
Bischof Antonius Hilfrich, 1943

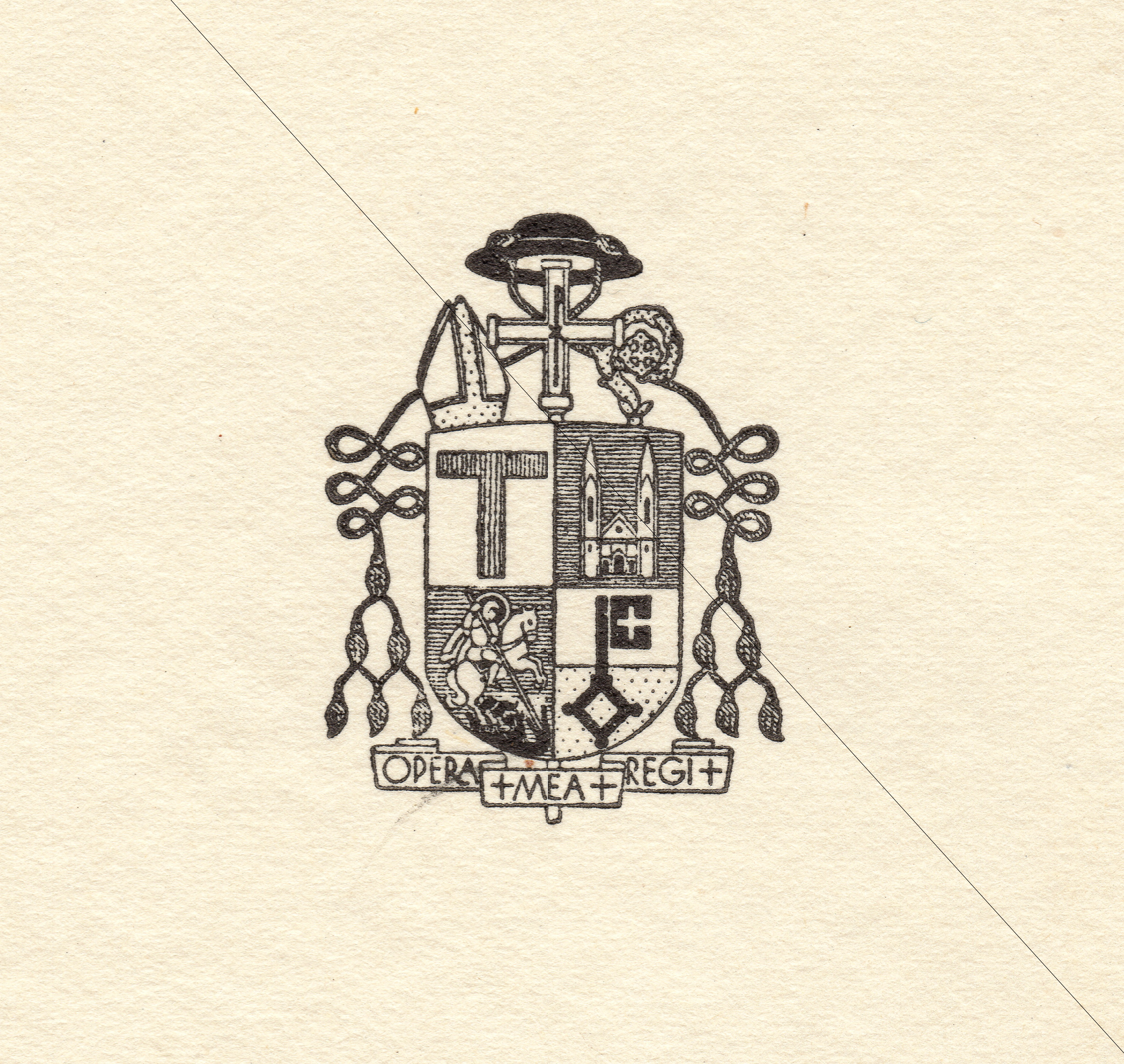
Bischofswappen mit Wahlspruch

Antonius Hilfrich (* 3. Oktober 1873 in Lindenholzhausen; † 5. Februar 1947 in Limburg an der Lahn) war von 1930 bis zu seinem Tod römisch-katholischer Bischof von Limburg.

## Leben
Hilfrich war das fünfte von zwölf Kindern einer Bauernfamilie. Sein älterer Bruder Joseph Anton war Stadtpfarrer der katholischen Gemeinde in Frankfurt am Main, eine seiner Schwestern trat in den Orden der Armen Dienstmägde Jesu Christi ein. Sein Großneffe Georg Rompel war der spätere päpstlicher Hausprälat und Ehrendomherr des Bistums Limburg.
Antonius Hilfrich studierte in Rom, wo Louis Billot sein einflussreichster Lehrer war. Dort empfing er 1898 auch die Priesterweihe. Danach war er Kaplan in Weilburg und Frankfurt, von 1902 bis 1911 Regens des Konvikts in Hadamar und anschließend Pfarrer in Wiesbaden, ab 1927 als Stadtpfarrer. Am 31. März 1930 wurde er auf Wunsch des todkranken Limburger Bischofs Augustinus Kilian zum Koadjutor des Bistums bestellt und zum Titularbischof von Sebastopolis in Armenia ernannt. Nach Kilians Tod am 30. Oktober des gleichen Jahres wurde Hilfrich von Papst Pius XI. zu dessen Nachfolger ernannt. Die Bischofsweihe in St. Bonifatius in Wiesbaden spendete ihm der Freiburger Erzbischof Karl Fritz. Mitkonsekratoren waren Joseph Damian Schmitt, Bischof von Fulda und Ludwig Maria Hugo, Bischof von Mainz.
Hilfrich starb 1947 im Bischofsamt.

## Wirken
Hilfrich war ein Gegner des NS-Regimes und machte dies auch öffentlich deutlich, doch wurden seine Stellungnahmen nicht so bekannt wie die Kardinal Graf von Galens. So wandte er sich 1935 im Frankfurter Dom vor tausenden Jugendlichen gegen die Störung von Gottesdiensten durch politische Veranstaltungen und zunehmende Beeinträchtigungen des Religionsunterrichts und warnte vor gravierenden Eingriffen in das kirchliche Leben. Nach dem Abtransport geistig behinderter Pfleglinge aus dem St. Valentinushaus in Kiedrich und dem St. Vinzenzstift in Aulhausen 1937 bestand er auf dem kirchlichen Charakter des Vinzenzstifts, woraufhin die Nationalsozialistische Volkswohlfahrt (NSV) die Kinder verlegte, die Dernbacher Schwestern vertrieb und das Heim in ein NSV-Erholungsheim umwandelte. Am 13. August 1941 protestierte Hilfrich beim Reichsjustizministerium schriftlich gegen die in Hadamar – acht Kilometer von Limburg entfernt – bestehende Tötungsanstalt, in der behinderte und kranke Menschen Opfer der NS-Krankenmorde wurden: 

„Es ist der Bevölkerung unfaßlich, daß planmäßig Handlungen vollzogen werden, die nach § 211 StGB mit dem Tode zu bestrafen sind!“

 Hilfrich bat den Reichsminister, „weitere Verletzungen des fünften Gebotes verhüten zu wollen.“ Nach entsprechendem Widerstand auch aus der evangelischen Kirche wurden auf Weisung Hitlers am 24. August 1941 zwar die Massentötungen ausgesetzt, ab Mitte 1942 in der Aktion Brandt mit „Hungerkuren“,  Überdosen von Medikamenten oder Luftinjektionen in die Venen wieder aufgenommen. Gegen die Verhaftung und Sanktionierung einiger seiner Priester konnte Hilfrich wenig erreichen.
Antijudaistische Töne schlug Hilfrich an, als er in einem Hirtenbrief im Februar 1939 schrieb, „daß die christliche Religion nicht aus der Natur dieses Volkes [= der Juden] herausgewachsen ist, also nicht von Rasse-Eigenschaften dieses Volkes beeinflußt ist, sondern sich gegen dieses Volk hat durchsetzen müssen. Christus ist nicht eine Frucht dieses Volkes, sondern in seiner Menschwerdung ein Geschenk des Himmels. […] die Todfeindschaft der führenden Kreise gegen den Heiland und die Verstocktheit des nachchristlichen Judentums zeigen, daß die christliche Religion kein Geist des Judentums ist.“
1940 verkündete er: „Ich brauche euch, meine lieben Diözesanen, nicht zu ermahnen, daß ihr in der schweren Zeit euch als volksverbunden fühlt und euch als Glieder unseres Volkes draußen im Felde und daheim im Arbeitsdienst voll Hingabe tapfer und treu bewährt.“